# Bratia din Vale
Bratia din Vale – wieś w Rumunii, w okręgu Vâlcea, w gminie Galicea. W 2011 roku liczyła 492 mieszkańców.